# نادي الطائي
نادي الطائي السعودي لكرة القدم هو نادي كرة قدم محترف سعودي مقره في حائل شمال غرب السعودية، يلعب حالياً  في دوري الدرجة الأولى السعودي. تأسس عام 1961.
فاز نادي الطائي بدوري الدرجة الأولى السعودي ثلاث مرات، الأولى في موسم 1984–85 والأخيرة في موسم 2000–01، وحصل على المركز الثاني مرة واحدة في دوري الدرجة الأولى السعودي مرة واحدة في موسم 1977–78. احتل الطائي المركز الثالث مرة واحدة خلال موسم 2020–21 وصعد إلى دوري المحترفين لأول مرة منذ عام 2008.
فاز النادي بكأس الأمير فيصل بن فهد لفريقي القسم الأول والثاني مرة واحدة في موسم 1993–94 وحصل على المركز الثاني مرة واحدة في الموسم السابق. كما أنهى النادي المركز الثاني في كأس ولي العهد عام 1997. أمضى النادي 22 موسمًا غير متتالي في دوري المحترفين وفاز بأول ترقية له خلال موسم 1977–78.
يلعب النادي مبارياته على أرضه على ملعب الأمير عبد العزيز بن مساعد في حائل، ويتقاسم الملعب مع منافسه في المدينة نادي الجبلين، الذين يتنافس معه في ديربي حائل.

## تاريخ
تأسس النادي عام 1961 (1381 هـ) بداية باسم النادي الأهلي وكانت الألوان الرسمية للفريق هما الأحمر والأسود، في عام 1968 أعيد تسجيل وترخيص النادي وتغير اسمه إلى نادي الطائي وتغيّر لون شعاره إلى الرمادي والأبيض.

## اللاعبون
ملاحظة: تشير الأعلام إلى المنتخب بحسب قواعد الأهلية المعتمدة من قبل الفيفا؛ تنطبق بعض الاستثناءات المحدودة. وقد يحمل اللاعبون أكثر من جنسية لا تعترف بها الفيفا.
| الرقم | البلد     | المركز | اللاعب                                |
| ----- | --------- | ------ | ------------------------------------- |
| 1     | السعودية  | حارس   | عبد الله الشمري                       |
| 2     | السعودية  | مدافع  | عبد العزيز الفرج (معار من نادي النصر) |
| 3     | الكاميرون | مهاجم  | لياندر تاومبا                         |
| 4     | السعودية  | مدافع  | عبد الكريم السلطان                    |
| 5     | السعودية  | مدافع  | منصور النخلي                          |
| 6     | السعودية  | وسط    | أحمد الجويد                           |
| 7     | السعودية  | وسط    | حسن العمري                            |
| 8     | السعودية  | وسط    | حاتم العنزي                           |
| 9     | كرواتيا   | مهاجم  | ماركو دوغاندزيتش                      |
| 10    | مالي      | وسط    | إبراهيما تانديا                       |
| 11    | رومانيا   | وسط    | أندري كورديا                          |
| 12    | السعودية  | مدافع  | حسين قاسم                             |
| 13    | السعودية  | مدافع  | سالم الطوياوي                         |
| 14    | السعودية  | وسط    | نادر الشمري                           |

| الرقم | البلد    | المركز | اللاعب                             |
| ----- | -------- | ------ | ---------------------------------- |
| 15    | زامبيا   | وسط    | ايمانويل باندا                     |
| 16    | السعودية | وسط    | عبد الله مجرشي                     |
| 17    | السعودية | وسط    | عبد الرحمن الحارثي                 |
| 22    | السعودية | حارس   | عمار العمار                        |
| 24    | السعودية | وسط    | محمد المري (معار من نادي القادسية) |
| 33    | السعودية | مهاجم  | عامر خليل                          |
| 44    | السعودية | حارس   | معتز البقعاوي                      |
| 66    | السعودية | مدافع  | بندر وحيشي (معار من نادي الرائد)   |
| 70    | السعودية | وسط    | راكان الشملان                      |
| 80    | السعودية | مدافع  | صفوان الجهني                       |
| 88    | السعودية | مدافع  | إبراهيم النخلي                     |
| 89    | السعودية | مهاجم  | أحمد الشويفعي                      |
| 90    | السعودية | مهاجم  | عبد العزيز الشمري                  |

### المعارون
ملاحظة: تشير الأعلام إلى المنتخب بحسب قواعد الأهلية المعتمدة من قبل الفيفا؛ تنطبق بعض الاستثناءات المحدودة. وقد يحمل اللاعبون أكثر من جنسية لا تعترف بها الفيفا.
| الرقم | البلد    | المركز | اللاعب                               |
| ----- | -------- | ------ | ------------------------------------ |
| 23    | السعودية | مدافع  | نواف القميري (معار إلى نادي العروبة) |

| الرقم | البلد    | المركز | اللاعب                             |
| ----- | -------- | ------ | ---------------------------------- |
| 77    | السعودية | مهاجم  | مراد العنزي (معار إلى نادي الغوطة) |

## الألقاب والإنجازات
دوري الدرجة الثانية السعودي
- البطل (1): 1976-77.[6]

دوري الدرجة الأولى السعودي
- البطل (3): 1984-85، 1994-95، 2000-2001.[6]

كأس الأمير فيصل بن فهد الدرجتين الأولى والثانية
- البطل (1): 1993-94.[6]